# Rodolfo Fattoruso
Rodolfo Bernabé Macías Fattoruso (Montevideo, 27 de julio de 1953) es un escritor, crítico literario, ensayista y autor uruguayo. 

## Biografía
Ejerce la crítica literaria desde 1976 en el semanario Búsqueda. Es columnista cultural de CX 8 Radio Sarandí y realizó comentarios bibliográficos en todos los canales abiertos de la televisión local. Anteriormente fue crítico de teatro y cine, editorialista y redactor responsable del diario El Día. Fue editorialista de los diarios La Mañana y Últimas Noticias.
Fue director del Instituto Nacional del Libro, director de informativos de Canal 5 y codirector de la Colección de Clásicos Uruguayos del Ministerio de Educación y Cultura. Fue asesor de los expresidentes Julio María Sanguinetti y Jorge Batlle. Cumplió funciones como asesor y docente del Instituto Militar de Estudios Superiores (IMES) y del Centro de Altos Estudios Nacionales (CALEN) y de la Escuela de Guerra Naval. Integró las directivias del Instituto Cultural Uruguay Argentino y del Instituto Cultural Uruguay Israel. 

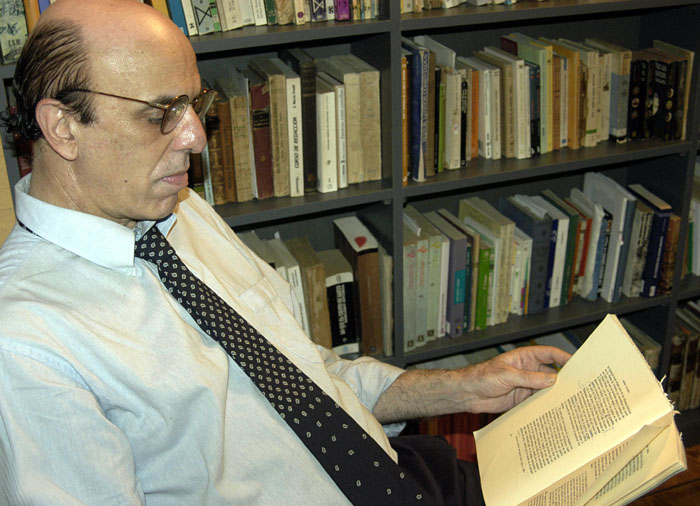
Fattoruso en su biblioteca en 2009

Imparte talleres de literatura y filosofía y es director de Artemisa Editores. Es autor de diversos libros de ensayo. Se ha especializado en el estudio de los aspectos filosóficos de la obra de Jorge Luis Borges y en la actividad intelectual y pedagógica de la Abadía de Port-Royal des Champs en el siglo XVII. 
Entre 2006 y 2007 se desempeñó como portavoz del Círculo Militar «General Artigas». Se encargó de trasmitir la posición de los militares contraria a las extradiciones hacia Argentina de oficiales acusados de haber cometido delitos en dicho país.
Es miembro de número Instituto Histórico y Geográfico del Uruguay y miembro del Instituto de Cultura e Historia Militar "Cnel. Rolando Laguarda Trías", que integra el Departamento de Estudios Históricos del Estado Mayor del Ejército.

## Obras
- Francia-Uruguay. Historia de sus Confluencias. Presidencia de la República (Montevideo, Uruguay). 1988.
- Los Seres Queridos. Editorial Fin de Siglo (Montevideo, Uruguay). 1998. ISBN 9974-49-116-9.
- De William Shakespeare No se Puede Hablar. Meditaciones Sobre el Poder. 2008. ISBN 978-9974-8124-2-0.
- (2016). Maestros de la Gracia. La Abadía de Port-Royal en el siglo XVII (Editorial Académica Española) ISBN 978-3-8417-5647-3
- (2019) Liberalismo Armado. Resistir la Corrección Política del Lenguaje (Artemisa Editores) ISBN 978-9974-94-284-4
- (2025) Filosofia Liberal (Artemisa Editores) ISBN 978-9915-42-943-4
- (2025) BORGES Algunos Rasgos Filosóficos (Artemisa Editores) ISBN 978-9915-43-242-7